# Клуковец
Клуковец (мкд. Клуковец) је насеље у Северној Македонији, у средишњем делу државе. Клуковец је насеље у оквиру општине Велес.

## Географија
Клуковец је смештен у средишњем делу Северне Македоније. Од најближег града, Велеса, село је удаљено 15 km западно.
Село Клуковец се налази у историјској области Грохот, на југоисточним падинама планине Голешнице. Надморска висина насеља је приближно 390 метара.
Месна клима је континентална.

## Становништво
Клуковец је према последњем попису из 2002. године имао 193 становника.
Већинско становништво у насељу били су етнички Албанци (100%).
Претежна вероисповест месног становништва је ислам.